# Arktisk savblomfluga
Arktisk savblomfluga (Brachyopa cinerea) är en tvåvingeart som beskrevs av Wahlbgerg 1844. Arktisk savblomfluga ingår i släktet savblomflugor, och familjen blomflugor.
Artens utbredningsområde är Sverige. Enligt den finländska rödlistan är arten nära hotad i Finland. Enligt den svenska rödlistan är arten sårbar i Sverige. Arten förekommer i Övre Norrland. Artens livsmiljö är naturskogar. Inga underarter finns listade i Catalogue of Life.